# Uzari
Iuri Navrotski (rusă Юрий Навроцкий; belarusă Юрый Наўроцкі; n. 11 mai 1991 în Minsk), cunoscut sub numele de scenă Uzari (rusă Юзари, belarusă Юзары), este un cântăreț și compozitor bielorus care a reprezentat Belarus la Concursul Muzical Eurovision 2015 alături de Maimuna cu piesa „Time”.